# Nicolas Liebault
Pour les articles homonymes, voir Liébault.
Nicolas-Léopold Liébault, né vers 1723 à Nancy et mort en 1795, est un militaire français, collaborateur de l'Encyclopédie ou Dictionnaire raisonné des sciences, des arts et des métiers de Diderot et D’Alembert.

## Biographie
Son père était un avocat de Nancy. Avec son frère Nicolas-François-Xavier Liébault (1716-1800), ils furent en charge comme officiers du Dépôt de la guerre pendant la Guerre de Sept Ans, de 1756 environ jusqu'en 1758.
Nicolas Liébault est l'auteur de deux courts articles de l'Encyclopédie, Former, dresser et Fuite, consacrés à des termes militaires (régiment de Royal Lorraine).